# Synclinorium van Verviers
Het synclinorium van Verviers is een geologisch deel van de oostelijke Ardennen, ten zuiden van het Mergelland van Zuid-Limburg en ten noorden van het Massief van Stavelot. Het synclinorium strekt zich van het gebied ten zuiden van Luik in het westen tot het Roerdal in de omgeving van de Duitse plaats Düren in het oosten. In dit gebied ligt voornamelijk gesteente uit het Carboon en Devoon aan het oppervlak, dat relatief jonger is dan het gesteente van de centrale Ardennen verder naar het zuiden. De geologische structuur bestaat uit een opeenvolging van nauwe synclines (plooien) en overschuivingen die in een oriëntatie van westzuidwesten tot oostnoordoosten liggen.

## Geologische geschiedenis
De geologie van de Ardennen heeft een lange geschiedenis. De oudste hier gevonden gesteenten stammen uit het Cambrium en zijn meer dan 500 miljoen jaar oud. Deze gesteenten werden gedeformeerd en stonden bloot aan hooggradige metamorfose tijdens de Cadomische en Caledonische orogeneses en vormen daardoor een "sokkel" van voornamelijk gneis.
Door het afsplitsen van het kleine continent Avalonia van Gondwana lag tijdens het Siluur en Devoon in het gebied een bekken (het Rhenohercynisch Bekken). De zee zette hier de klei- en kalksteen af die tegenwoordig in de Ardennen aan het oppervlak ligt. Door het terug naar elkaar bewegen van de continenten raakte het bekken gaandeweg ondieper. Zo zijn de in het Devoon gevormde lagen vaak afkomstig uit diepe zee, maar met het aanbreken van het Carboon werden steeds ondiepere sedimenten en uiteindelijk moerassige landafzettingen gevormd.
Als gevolg van het naar elkaar bewegen van Avalonia en Gondwana vond gebergtevorming plaats in het latere Carboon. Het (Rhenohercynisch) bekken tussen de twee continenten sloot zich. De in zee gevormde gesteentelagen uit het Devoon kwamen knel te zitten tussen het groeiende gebergte in het zuiden (de uit het Cambrium stammende sokkel van het Massief van Stavelot) en de continentale massa van Avalonia in het noorden (in de vorm van het Massief van Brabant). Ze werden opgeheven, geplooid, en over elkaar geschoven.
Het resultaat van de Hercynische orogenese was dat aan het einde van het Carboon, rond 300 miljoen jaar geleden, de continenten aan elkaar waren gegroeid. Dit "supercontinent" wordt Pangea genoemd. Het Hercynische gebergte vormde de as van Pangea, en was qua schaal vergelijkbaar met de huidige Himalaya of Andes. Overigens verdwijnt een gebergte zoals dit relatief "snel" dankzij erosie, na enkele tientallen miljoenen jaren al weer. 
In het late Krijt, rond 80-60 miljoen jaar geleden, lag in het gebied opnieuw een ondiepe zee. In deze zee werden de kalksteen en mergel afgezet die ten noorden van het synclinorium van Verviers de ondergrond vormen en het landschap bepalen.

## Tektonische structuur
Het synclinorium kan als het oostelijke vervolg van het synclinorium van Dinant worden gezien. Tussen Seraing en Theux ligt een anticlinale structuur die de onderbreking vormt tussen de twee gebieden. Net als in het synclinorium van Dinant vormen in het synclinorium van Verviers de nauwe, isoclinale synclines langgerekte dagzomen. In de kern van de synclines ligt steenkoolhoudend gesteente uit het Carboon. Verder van de plooi vandaan komen oudere gesteenten uit het Devoon voor. In het synclinorium van Verviers zijn de lagen nauwer geplooid en is het patroon van overschuivingen en breuken ingewikkelder dan verder in het westen het geval is.
De belangrijkste overschuiving in het gebied is de overschuiving van Aken, waarlangs de zogenaamde "allochtone" gesteenten uit het Rhenohercynisch Bekken over het Massief van Brabant (Avalonia) zijn geschoven.
In het verleden werden sommige structuren "massieven" genoemd, omdat de aard van de tektoniek lastig te bepalen is. Veel breuken zijn namelijk out of sequencebreuken, een ongebruikelijke situatie vergeleken met "normale" gebergtes. Desondanks is minstens een dekblad te herkennen. In de laatste fasen van de Hercynische orogenese (rond 300 miljoen jaar geleden) is het Massief van Stavelot noordwaarts over het synclinorium van Verviers geschoven. Direct ten noorden (onder) het Massief van Stavelot ligt het Vesderdekblad, dat zelf weer over het verder naar het noorden dagzomende Hervedekblad is geschoven. Deze verplaatsing bedroeg ongeveer 15 km. Het Hervedekblad is dan weer over het terrein van Luik geschoven. 
In de omgeving van Theux ontbreekt het Vesderdekblad (het Venster van Theux).